# بول ميكلسين
بول ميكلسين (و. 1944  م) هو شخصية أعمال، وسياسي، ولاعب كرة الريشة فاروي، ولد في توشهافن.

## مناصب
تولى منصب Member of the Løgting ‏
.

## جوائز
حصل على جوائز منها:
- نيشان أسد فنلندا من الدرجة الأولى من رتبة قائد ‏ (2015)
- Knights of the Order of the Falcon  [لغات أخرى]‏ (1992)
- Knight of the Order of the Dannebrog  [لغات أخرى]‏ (1984)